# C5orf58
C5orf58 (англ. Chromosome 5 open reading frame 58) – білок, який кодується однойменним геном, розташованим у людей на 5-й хромосомі. Довжина поліпептидного ланцюга білка становить 102 амінокислот, а молекулярна маса — 11 666.
| 10         |  | 20         |  | 30         |  | 40         |  | 50         |
| ---------- |  | ---------- |  | ---------- |  | ---------- |  | ---------- |
| MREIAEILPA |  | QEKVEARIDL |  | KMGKKRVTDH |  | KLNVDKVIKN |  | INTISSELKK |
| IKELSQLLLC |  | DLILHFNHPI |  | KTENLAEAER |  | NNPLFEESKI |  | SDVSLVSNSF |
| SI         |  |            |  |            |  |            |  |            |

A: Аланін

C: Цистеїн

D: Аспарагінова кислота

E: Глутамінова кислота

F: Фенілаланін

G: Гліцин

H: Гістидин

I: Ізолейцин

K: Лізин

L: Лейцин

M: Метіонін

N: Аспарагін

P: Пролін

Q: Глутамін

R: Аргінін

S: Серин

T: Треонін